# Ministero della salute (Serbia)
Il Ministero della salute (in serbo Министарство здравља?, Ministarstvo zdravlja) è un dicastero del governo della Serbia responsabile del sistema sanitario nella Repubblica di Serbia.
L'attuale ministro è Zlatibor Lončar, in carica dal 27 aprile 2014.

## Lista dei ministri
- Nikola Mitrović (11 febbraio 1991-10 febbraio 1993)
- Miloš Banićević (10 febbraio 1993-14 luglio 1993)
- Borislav Antić (14 luglio 1993-18 marzo 1994)
- Leposava Milićević (18 marzo 1994-13 luglio 2000)
- Milovan Bojić (13 luglio 2000-24 ottobre 2000)
- Nada Kostić (24 ottobre 2000-25 gennaio 2001)
- Obren Joksimović (25 gennaio 2001-22 ottobre 2001)
- Uroš Jovanović (22 ottobre 2001-19 giugno 2002)
- Tomica Milosavljević (19 giugno 2002-28 agosto 2003)
- Dragomir Marisavljević (28 agosto 2003-3 marzo 2004)
- Tomica Milosavljević (3 marzo 2004-9 novembre 2006)
- Nevena Karanović (9 novembre 2006-14 novembre 2006)
- Slobodan Lalović (14 novembre 2006-15 maggio 2007)
- Tomica Milosavljević (15 maggio 2007-21 febbraio 2011)
- Rasim Ljajić (21 febbraio 2011-14 marzo 2011)
- Zoran Stanković (14 marzo 2011-27 luglio 2012)
- Slavica Đukić Dejanović (27 luglio 2012-27 aprile 2014)
- Zlatibor Lončar (dal 27 aprile 2014)